# Apotetrastichus
Apotetrastichus is een geslacht van vliesvleugeligen uit de familie Eulophidae. De wetenschappelijke naam van dit geslacht is voor het eerst geldig gepubliceerd in 1987 door Graham.

## Soorten
Het geslacht Apotetrastichus omvat de volgende soorten:
- Apotetrastichus contractus (Walker, 1872)
- Apotetrastichus postmarginalis (Boucek, 1971)
- Apotetrastichus sericothorax (Szelényi, 1973)